# Rawcliffe (East Riding of Yorkshire)
Rawcliffe – wieś w Anglii, w hrabstwie East Riding of Yorkshire. Leży 42 km na zachód od miasta Hull i 250 km na północ od Londynu. W 2001 miejscowość liczyła 2087 mieszkańców.